# هلن لونگینو
هلن الیزابت لونگینو (به انگلیسی: Helen Elizabeth Longino)، (زاده ۱۳ ژوئیه ۱۹۴۴) فیلسوف علم آمریکایی است که در مورد اهمیت ارزش‌ها و تعاملات اجتماعی در تحقیقات علمی بحث کرده‌است. او دربارهٔ نقش زنان در علم نوشته‌است، و یکی از شخصیت‌های اصلی معرفت‌شناسی فمینیستی و معرفت‌شناسی اجتماعی است. او پروفسور کلارنس ایروینگ لوئیس فلسفه در دانشگاه استنفورد است، و در سال ۲۰۱۶ به عضویت فرهنگستان هنر و علوم آمریکا انتخاب شد.

## تحصیلات و شغل
لونگینو مدرک لیسانس خود را در ادبیات انگلیسی از کالج بارنارد در سال 1966 و کارشناسی ارشد خود را در فلسفه از دانشگاه ساسکس، انگلستان، در سال ۱۹۶۷ دریافت کرد. او دکترای خود را از دانشگاه جانز هاپکینز در بالتیمور، مریلند در سال ۱۹۷۳، زیر نظر پیتر آچینشتاین دریافت کرد. پایان‌نامه او با استنباط و کشف علمی سروکار داشت.
لونگینو در دانشگاه کالیفرنیا، سن دیگو (۱۹۷۳–۱۹۷۵)، کالج میلز (۱۹۷۵–۱۹۹۰)، دانشگاه رایس (۱۹۹۰–۱۹۹۵) و دانشگاه مینه‌سوتا (1995-2005) تدریس کرد. قبل از پیوستن به بخش فلسفه دانشگاه استنفورد در نهضت آزادی زنان و تأسیس مطالعات زنان در چندین مؤسسه فعال بود. او در سال ۲۰۰۸ استاد فلسفه کلارنس ایروینگ لوئیس شد و از سال ۲۰۰۸ تا ۲۰۱۱ به‌عنوان رئیس بخش فلسفه خدمت کرد.
او به‌عنوان رئیس انجمن فلسفه علم (۲۰۱۳–۲۰۱۴) خدمت کرد، و معاون اول بخش منطق، روش‌شناسی و فلسفه علم و فناوری اتحادیه بین‌المللی تاریخ و فلسفه علم است (2016–2019).

## کار فلسفی
لونگینو در کار خود ابعاد اجتماعی دانش علمی و روابط ارزش‌های اجتماعی و شناختی را مورد بحث قرار می‌دهد. او معرفت‌شناسی فمینیستی و اجتماعی و پیامدهای آن‌ها را برای پلورالیسم علمی بررسی می‌کند. لونگینو به جای این‌که بگوید یک روش مشخصاً زنانه برای دانستن وجود دارد، بر ایده «انجام معرفت‌شناسی به‌عنوان یک فمینیست» تأکید می‌کند؛ رویکردی که با خود آگاهی از روش‌های متعددی که ممکن است یک سؤال را توصیف کند، به همراه دارد.
لونگینو در اولین کتاب خود، علم به‌مثابه دانش اجتماعی (۱۹۹۰)، در مورد ارتباط ارزش‌های اجتماعی، یا ارزش‌هایی که بخشی از بافت انسانی علم هستند، با توجیه دانش علمی عینی بحث کرد. او در تجربه‌گرایی زمینه‌ای خود استدلال می‌کند که مشاهدات و داده‌هایی از این نوع که دانشمندان به‌دست می‌آورند به خودی خود مدرکی برای یا علیه هیچ فرضیه خاصی نیستند. در عوض، ارتباط هر داده خاص برای هر فرضیه‌ای توسط باورها و مفروضات انسانی در مورد این‌که چه نوع داده‌هایی می‌توانند از چه نوع فرضیه‌هایی پشتیبانی کنند، تعیین می‌شود. حتی زمانی که ارتباط شواهد تصمیم‌گیری می‌شود، شکاف منطقی بین شواهد و توجیه کامل نظریه‌های علمی جالب (مسئله فلسفی سنتی عدم تعیین نظریه‌ها) باقی می‌ماند. این شکاف نیز باید با باورها و مفروضات مربوط به استدلال مشروع پر شود تا شواهد به ما کمک کنند تا تصمیم بگیریم کدام فرضیه را درست بپذیریم.
استفاده از دیدگاه‌های متنوع برای نقد فرضیه‌ها می‌تواند برخی از آن فرضیه‌ها را به دانش علمی تبدیل کند. فرضیه‌ها زمانی تبدیل به دانش می‌شوند که از دیدگاه‌های گوناگون مورد بررسی قرار گیرند، به‌ویژه توسط کسانی که دارای باورها و ارزش‌های گوناگون هستند. بر خلاف آن دسته از فیلسوفانی که به دو شکاف بالا اشاره می‌کنند تا استدلال کنند که علم عینی نیست، لونگینو استدلال می‌کند که بررسی دقیق توسط کسانی که دارای ارزش‌های متنوع هستند می‌تواند از عینیت علم حمایت کند. بر این اساس، ارزش‌های ما که به‌نظر می‌رسد هیچ ارتباطی با علم ندارند، برای عینیت دانش علمی حیاتی هستند و علم دقیقاً به این دلیل که عاری از ارزش نیست، می‌تواند عینی باشد.ر از این منظر، مخالفت با دلایل ما برای پذیرش یک نظریه مهم است. گفتگوی انتقادی باز در یک جامعه به‌طور بالقوه می‌تواند جامعه را قادر سازد تا بر تعصب غلبه کند. برای رسیدن به عینیت، علم باید اجازه نقد دهد و با نقد درگیر شود.
لونگینو (۱۹۹۰، ۲۰۰۱) به‌طور کامل یک مفهوم از عینیت را بر اساس بحثی دموکراتیک توسعه داده‌است. ایده اصلی او این است که تولید دانش یک شرکت اجتماعی است که از طریق تعاملات انتقادی و مشارکتی جویندگان تأمین می‌شود. محصولات این بنگاه اجتماعی عینی‌تر هستند، و از همه نظر پاسخگوتر به انتقاد هستند.— الیزابت اندرسون، 2015
کتاب سرنوشت دانش لونگینو (۲۰۰۲) به بررسی و تطبیق گزارش‌های دانش فیلسوفان و جامعه‌شناسان علم می‌پردازد.
اخیراً، لونگینو در مطالعه رفتار انسان: چگونه دانشمندان پرخاش‌گری و جنسیت را بررسی می‌کنند (۲۰۱۳)، پنج رویکرد علمی به پرخاش‌گری و تمایلات جنسی انسان را از نظر چارچوب‌های معرفت‌شناختی، انواع دانشی که تولید می‌کنند و اهداف عمل‌گرایانه‌شان بررسی می‌کند. او استدلال می‌کند که رویکردهای مختلف از علل مختلفی شروع می‌شوند و بر اساس آن‌ها بنا می‌شوند، که هر یک دانش جزئی در مورد موضوع تولید می‌کنند. به این ترتیب، آن‌ها را نمی‌توان به یک دیدگاه واحد تقلیل داد. از دیدگاه او در معرفت‌شناسی اجتماعی، استدلال می‌کند که اگر کثرت رویکردهای مختلف به دانش اذعان شود، تحقیقات علمی به‌عنوان راهنمای سیاست‌گذاران عمومی مفیدتر خواهد بود. افزایش آگاهی از طیف دیدگاه‌هایی که باید مورد بررسی قرار گیرند، می‌تواند با اطلاع‌رسانی دقیق‌تر تصمیم‌گیری‌ها، به نفع سیاست باشد و همچنین احتیاط را در اتخاذ سریع مواضع سیاستی بر اساس یک دیدگاه محدود تشویق کند.
اگرچه کار او در مورد ماهیت دانش علمی فمینیستی است، به این معنا که در مورد ارزش کمک‌های افراد مختلف (و بر این اساس ارزش مشارکت زنان) در علم استدلال می‌کند، برخی از کارهای دیگر لونگینو به‌طور واضح تری فمینیستی بوده‌است. او نگران زنان است. برای مثال، روایت‌های زن و مرد محور از تکامل انسان را ارائه و تحلیل کرده‌است و بر تأثیر فرضیات جنسیت‌محور بر شکل‌گیری این نظریه تأکید می‌کند.
بنابراین، کار علمی مرسوم در مورد تاریخ تکامل انسان تمایل به اولویت دادن به فعالیت‌های مردانه دارد، حتی اگر (طبق نظر لونگینو و هابارد) چیزی در داده‌ها یا در تئوری تثبیت‌شده وجود نداشته باشد، به این معنی است که تغییرات تکاملی احتمال بیش‌تری دارد که منتسب به مردان نسبت به زنان باشد… بنابراین ما شواهد قابل‌قبولی داریم مبنی بر این‌که ساخت دانش علمی در خط مقدم تحقیقات… تحت تأثیر فرضیات جنسیتی قرار گرفته‌است.— استیون یرلی، 2005
فراتر از مطالعه دانش، نوشته‌های لونگینو شامل تحلیل ماهیت پورنوگرافی و شرایطی است که در جامعه از نظر اخلاقی مشکل‌ساز شده‌است.

## جوایز و افتخارات
در سال ۲۰۰۲، کتاب لونگینو با نام سرنوشت دانش (۲۰۰۱) جایزه حرفه‌ای رابرت کی مرتون را برای بهترین کتاب از بخش علم، دانش و فناوری انجمن جامعه‌شناسی آمریکا دریافت کرد.
در سال ۲۰۱۴، کتاب مطالعه رفتار انسانی لونگینو (۲۰۱۳) برنده جایزه بهترین کتاب در فلسفه فمینیستی برای سال ۲۰۱۴ توسط انجمن زنان انجمن فلسفه علم شد.
در سال ۲۰۱۶ هلن لونگینو به عضویت فرهنگستان هنر و علوم آمریکا انتخاب شد. او در سال ۲۰۱۸ به‌عنوان عضو انجمن پیشبرد علوم آمریکا انتخاب شد.